# بوتوند شتورتز
بوتوند شتورتز (به مجاری: Botond Storcz) ورزشکار مرد رشتهٔ قایق‌رانی اهل کشور مجارستان است. وی در بین سال‌های ‎۲۰۰۰ تا ۲۰۰۴ میلادی در مسابقات بازی‌های المپیک تابستانی در مجموع ۳ مدال طلا را کسب کرد.